# Чулпан 2-й
Чулпа́н 2-й (рос. Чулпан 2-й, башк. 2-се Сулпан) — присілок у складі Благоварського району Башкортостану, Росія. Входить до складу Кучербаєвської сільської ради.
Населення — 134 особи (2010; 145 в 2002).
Національний склад:
- башкири — 73 %
- татари — 27 %